# 藤井昌宏
藤井昌宏（10月23日—），日本動畫師、人物設計師，隸屬於J.C.STAFF。血型為O型，山口縣出身。妻子為同屬動畫師的藤井真澄。 

## 概要
憑《少女革命》首度參與動畫製作。優秀表現使其成為《我們的仙境 〜Heartful days》的動畫人物設計。後來負責《零之使魔》的人設時，受女主角露易絲的人氣帶摯，變得廣為人知。
同時，也用了另一個名義參與了J.C.STAFF姊妹公司Jam Creation的成人遊戲製作。

## 作品列表

### 電視動畫
- 少女革命（少女革命ウテナ，1997年） 動畫（10話、12話、13話、19話、21話、25話、29話、36話、39話）
- 魔術師歐菲（魔術士オーフェン，1998年）動畫（1話、3話、6話）、原畫（3話、24話）
- 他和她的事情（彼氏彼女の事情，1998年）分鏡、作畫監督、原畫
- 魔術師歐菲 Revenge（魔術士オーフェン Revenge，1999年）原畫（2話、5話、10話、23話）
- 迷糊女戰士（エクセル・サーガ，1999年）原畫
- 少女十七減十一（ななか6/17，2003年）原畫（OP）
- 我們的仙境（まぶらほ，2003年）總作畫監督（3話、4話、6話、8話、10話、12話、14話、16話、18話、22話、24話）、作畫監督（1話、19話）、原畫（OP、5話、24話）
- 我們的仙境 〜Heartful days（まほらば〜Heartful days，2005年） 人物設計、總作畫監督、作畫監督、原畫
- 極上生徒會（極上生徒会，2005年）作畫監督（15話、20話）、原畫（15話、20話、26話）
- 我的太太是魔法少女（奥さまは魔法少女，2005年）作畫監督
- 灼眼的夏娜（灼眼のシャナ，2005年）總作畫監督（13話、15話、19話、21話、22話、23話）、作畫監督（24話）、原畫（OP1）
- 增血鬼果林（かりん，2005年）原畫（7話）
- 校園迷糊大王 二學期（スクールランブル 二学期，2006年）原畫
- 零之使魔（ゼロの使い魔，2006年）人物設計、總作畫監督、作畫監督（OP、1話、13話）
- 後天的方向（あさっての方向。，2006年）作畫監督（7話、12話）、原畫（7話、12話）
- Ghost Hunt（ゴーストハント，2006年）原畫（25話）
- 交響情人夢（のだめカンタービレ，2007年）原畫（5話）
- 零之使魔 雙月的騎士（ゼロの使い魔 〜双月の騎士〜，2007年）人物設計、總作畫監督、製作設計
- 灼眼的夏娜Ⅱ（灼眼のシャナII，2007年）總作畫監督
- 零之使魔 三美姫的輪舞（ゼロの使い魔 〜三美姫の輪舞〜，2008年）人物設計、總作畫監督、製作設計
- 旋風管家 第二季（ハヤテのごとく!!，2009年）人物設計、總作畫監督
- 科學超電磁砲（とある科学の超電磁砲，2009年）作畫監督補（OP）、總作畫監督（12話）
- 野狼大神與七位夥伴（オオカミさんと七人の仲間たち，2010年）作畫監督（4話、8話）、原畫（1話、4話）
- 食夢者瑪莉（夢喰いメリー，2011年）人物設計、總作畫監督、作畫監督（1話）
- 下流梗不存在的灰暗世界（下ネタという概念が存在しない退屈な世界，2015年）人物設計
- TABOO TATTOO－禁忌咒紋－（2016年）作畫監督
- 殺戮的天使（2018年）作畫監督

### OVA
- 宇宙戰艦山本洋子Ⅱ（それゆけ!宇宙戦艦ヤマモト・ヨーコII，1997年）動畫
- 紺碧艦隊（紺碧の艦隊，1998年）動畫
- 旭日艦隊（旭日の艦隊，1998年）動畫
- （1998年）動畫
- 校園外星人（エイリアン9，2001年）原畫（2話）
- 灼眼的夏娜SP（灼眼のシャナSP，2006年）過場原畫
- 旋風管家 第二季 OVA（ハヤテのごとく!! OVA，2009年）人物設計、作畫監督

### 劇場版動畫
- 人狼 JIN-ROH （2000年）動畫
- 劇場版 灼眼的夏娜（劇場版 灼眼のシャナSP，2007年）輔助作畫監督、原畫

### 成人遊戲
- （2000年）人物設計、原畫
- （2001年）人物設計、原畫
- （2001年）人物設計、原畫
- （2002年）人物設計、原畫
- （2003年）人物設計、作畫監督、OP原畫、OP作畫監督